# Хуайань
Хуайа́нь (кит. упр. 淮安, пиньинь Huái'ān) — городской округ в провинции Цзянсу КНР.

## География
Городской округ Хуайань расположен на южном и восточном берегах озера Хунцзэху. На многочисленных озёрах округа водятся лебеди. 
В 2023 году озеро Байма было признано новым объектом международного значения.

## История
В 486 году до н. э. по повелению Фучая — вана царства У — в этих местах был прорыт канал, соединивший реку Хуайхэ с водной системой Янцзы. Это было одним из первых гидротехнических сооружений, впоследствии развившихся в Великий канал Китая. Нахождение на столь важном водном пути дало толчок развитию региона. Однако, несмотря на то, что эти земли активно использовались почти две с половиной тысячи лет, вплоть до позднего средневековья они не были объединены в единую административную структуру.
После основания империи Мин была учреждена Хуайаньская управа (淮安府), контролировавшая всю ту часть современной провинции Цзянсу, что лежит к северу от Янцзы; изначально управа подчинялась напрямую Нанкину, а после переноса столицы из Нанкина в Пекин — провинции Наньчжили. После маньчжурского завоевания власти Цинской империи сохранили в этих местах структуры империи Мин, только провинция Наньчжили была переименована в Цзяннань. После Синьхайской революции в Китае была проведена реформа структуры административного деления, и в 1913 году управы были упразднены.
В годы второй мировой войны эти места вошли в состав созданной марионеточным прояпонским правительством провинции Хуайхай. 
В 1949 году был создан Специальный район Хуайинь (淮阴专区), состоящий из 10 уездов. В 1950 году был расформирован уезд Хуайбао, а урбанизированная часть уезда Хуайинь была выделена в отдельный город Цинцзян (清江市); таким образом в состав специального района теперь входили 1 город и 9 уездов. В последующие годы продолжались переходы уездов между соседними специальными районами, ликвидация одних уездов и создание других.
В 1970 году Специальный район Хуайинь был переименован в Округ Хуайинь (淮阴地区).
В 1983 году были расформированы город Цинцзян и округ Хуайинь, и образован городской округ Хуайинь; территория бывшего города Цинцзян была разделена по линии канала на районы Цинхэ и Цинпу.
В 1987 году уезды Суцянь и Хуайань были преобразованы в городские уезды.
В 1996 году городской уезд Суцянь и ещё три уезда были выделены в отдельный городской округ Суцянь, а уезд Гуаннань передан в состав городского округа Ляньюньган.
В 2000 году был расформирован городской уезд Хуайань, а городской округ Хуайинь был переименован в городской округ Хуайань; бывший городской уезд Хуайань стал районом Чучжоу в его составе, а уезд Хуайинь стал районом городского подчинения.
В 2012 году район Чужчоу был переименован в район Хуайань.
В 2016 году уезд Хунцзэ был преобразован в район городского подчинения, а районы Цинхэ и Цинпу объединены в район Цинцзянпу.

## Административно-территориальное деление
Городской округ Хуайань делится на 4 района, 3 уезда:
| Карта                                                 | Статус    | Название | Иероглифы      | Пиньинь | Площадь (км²) | Население (2010) |
| ----------------------------------------------------- | --------- | -------- | -------------- | ------- | ------------- | ---------------- |
| Цинцзянпу Хуайань Хуайинь Ляньшуй Хунцзэ Сюйи Цзиньху |           |          |                |         |               |                  |
| Район                                                 | Цинцзянпу | 清江浦区 | Qīngjiāngpǔ qū | 449     | 690 000       |                  |
| Район                                                 | Хуайань   | 淮安区   | Huái'ān qū     | 1522    | 1 182 000     |                  |
| Район                                                 | Хуайинь   | 淮阴区   | Huáiyīn qū     | 1264    | 910 000       |                  |
| Уезд                                                  | Ляньшуй   | 涟水县   | Liánshuǐ xiàn  | 1677    | 1 090 000     |                  |
| Район                                                 | Хунцзэ    | 洪泽区   | Hóngzé qū      | 1394    | 380 000       |                  |
| Уезд                                                  | Сюйи      | 盱眙县   | Xūyí xiàn      | 2472    | 780 000       |                  |
| Уезд                                                  | Цзиньху   | 金湖县   | Jīnhú xiàn     | 1394    | 360 000       |                  |

## Экономика
В городе расположены металлургический завод Shagang Group, завод алкогольных напитков King's Luck Brewery, заводы электроники и электротехники Fuyu Electronic Technology, Glorysky Electronics, Wenshan Electronic и Aier Sitong Electrical, завод электродвигателей Wolong Electric Group, завод аккумуляторов LEOCH Battery, завод искусственного газона CoCreation Grass, заводы упаковочной продукции HCP Packaging, Jinjia Group и Meijia Packing, заводы автокомплектующих Meier Automotive Parts и Hetong Auto Parts, пищевые фабрики Tongwei, Baimei Sugar Industry, Want Want Foods и Jinye Cereal & Oil Foodstuff, химические заводы Chenhua New Material, Suyan Jingshen, Dayang Chemical и Jiacheng Hi-Tech Chemical Industry, завод технических газов Air Liquide, текстильная фабрика Carnation Weaving, завод оптической продукции Jiangsu Shike Xincai, завод гидравлического оборудования Vibo Hydraulics, фармацевтические фабрики Yongchuang Pharmaceutical Technology и Zenji Pharmaceuticals, завод спортивного инвентаря Dingqi Sports. 
В сельских районах выращивают рис, листовые овощи, острый перец, чеснок, ягоды, кубические арбузы, грибы, лотосы, цветы, комнатные и садовые декоративные растения, разводят свиней, кур, уток, гусей, раков и моллюсков. Озеро Хунцзэху известно своими волосатыми крабами.

## Транспорт

### Рельсовый
Территорию округа Хуайань пересекают высокоскоростные железнодорожные линии Ляньюньган — Чжэньцзян и Сюйчжоу — Яньчэн, а также железная дорога Синьи — Чансин; строится междугородняя линия Нанкин — Хуайань. В центральной части округа имеется трамвай. 

### Воздушный
В уезде Ляньшуй расположен крупный международный аэропорт Хуайань—Ляньшуй (в 2021 году он обслужил 1,4 млн пассажиров и 19,63 тыс. тонн грузов).

### Водный
Речной порт расположен на пересечении Великого канала и Хуайхэ. Он обрабатывает зерновые, соевые бобы, растительное масло и контейнеры.

## Достопримечательности
В Хуайане расположены популярные среди туристов руины крепостных стен эпохи Южная Сун и остатки каменной набережной вдоль реки Хуайхэ периода династий Мин и Цин в уезде Сюйи, дом-музей Чжоу Эньлая, Океанариум и национальный лесной парк Тешаньсы.

## Спорт
В Хуайане расположены китайская штаб-квартира Международной ассоциации интеллектуального спорта и Институт МАИС.

## Известные уроженцы
На территории современного Хуайаня родились полководец Хань Синь (231 до н. э.), поэт Бао Чжао (414), писатель У Чэнъэнь (1500), генерал Гу Чжутун (1893), политик Чжоу Эньлай (1898), писательница Кэтрин Патерсон (1932), политик Ли Юаньчао (1950), математик Сунь Чжихун (1965), стрелок Цю Цзянь (1975).